# Berry-au-Bac
Berry-au-Bac é uma comuna francesa na região administrativa de Altos da França, no departamento de Aisne. Estende-se por uma área de 8,1 km². Em 2010 a comuna tinha 676 habitantes (densidade: 83,5 hab./km²).